# مورتال کامبت (بازی ویدئویی ۱۹۹۲)
مورتال کامبت (مبارزه خونین یا نبرد مرگبار) (به انگلیسی: Mortal Kombat) عنوان یک بازی آرکید در سبک مبارزه‌ای است که در سال ۱۹۹۲ توسط میدوی توسعه و عرضه شد. این بازی اولین قسمت از مجموعه بازی‌های مورتال کامبت به‌شمار می‌رود که دنباله‌های بسیاری به خود دید. این بازی در طول زمان تقریباً برای تمامی کنسول‌های بازی ویدئویی عرضه شد.
مورتال کامبت (۱۹۹۲) یک بازی مبارزه‌ای است که توسط میدوی توسعه و منتشر شد. این عنوان، اولین قسمت از مجموعه‌ی محبوب مورتال کامبت به شمار می‌رود که بعدها توسط اکلیم اینترتینمنت برای تقریباً تمامی پلتفرم‌های خانگی آن زمان منتشر شد. داستان بازی حول محور چندین شخصیت با انگیزه‌های مختلف می‌چرخد که در یک تورنمنت رزمی با پیامدهای جهانی شرکت می‌کنند.  
این بازی بسیاری از عناصر کلیدی سری مورتال کامبت را معرفی کرد، از جمله:  
- سیستم کنترل پنج دکمه‌ای منحصربه‌فرد  
- حرکات پایانی خونین موسوم به "فینیشرهای مرگبار" (Fatalities)  
مورتال کامبت از نظر منتقدان به عنوان یکی از برترین بازی‌های ویدیویی تاریخ شناخته می‌شود. موفقیت این بازی منجر به ساخت دنباله‌های متعدد و اسپین‌آف‌ها شد که اولین آن‌ها مورتال کامبت ۲ (۱۹۹۳) بود. هر دو بازی در سال ۱۹۹۵ مورد اقتباس سینمایی قرار گرفتند.  
با این حال، مورتال کامبت به دلیل نمایش خشونت و خونریزی شدید با گرافیک دیجیتالی واقع‌گرایانه، جنجال‌های زیادی به پا کرد. همراه با نسخه‌های خانگی بازی‌های Night Trap و Lethal Enforcers، این بازی منجر به تشکیل سیستم رده‌بندی سنی نرم‌افزارهای سرگرمی (ESRB) شد—یک سازمان تحت حمایت دولت ایالات متحده که مسئولیت تعیین رده‌بندی سنی برای بازی‌های ویدیویی را بر عهده گرفت.  
این بازی نه‌تنها سبک بازی‌های مبارزه‌ای را متحول کرد، بلکه تأثیر ماندگاری بر صنعت گیم و قوانین رده‌بندی محتوا گذاشت.

## داستان
داستان بازی در قلمرو زمین (Earthrealm) می‌گذرد، جایی که یک تورنمنت مرگبار در جزیره شانگ تسونگ برگزار می‌شود. هفت منطقه از این جزیره به عنوان مرحله‌های بازی انتخاب شده‌اند. بر اساس توضیحات ابتدایی بازی، شانگ تسونگ ۵۰۰ سال پیش به قلمرو زمین تبعید شد و با کمک گورو هیولایی، توانست کنترل تورنمنت مورتال کامبت را به دست بگیرد تا این قلمرو را به نابودی بکشاند.  
گورو برای ۵۰۰ سال متوالی شکست‌ناپذیر بود و ۹ دوره پیاپی از این تورنمنت را برنده شد. اگر او یک بار دیگر پیروز می‌شد، شائو کان، امپراتور اوتورلد، اجازه می‌یافت تا قلمرو زمین را تصاحب کند. برای جلوگیری از این فاجعه، نسل جدیدی از جنگجویان باید به مصاف گورو می‌رفتند.  
پایان‌بندی رسمی بر اساس داستان اصلی سری:  
- لیو کانگ تحت راهنمایی‌های رایدن، تورنمنت را با شکست دادن گورو و شانگ تسونگ به پایان می‌رساند و روح‌های بسیاری را که تسونگ طی قرن‌ها به اسارت گرفته بود، آزاد می‌کند.  
- اسکورپیون به تعقیب ساب-زیرو می‌پردازد و پس از پایان تورنمنت، او را به قتل می‌رساند تا انتقام مرگ خود را بگیرد.  
- سونیا بلید گروه نیروهای ویژه‌اش را که توسط شانگ تسونگ گروگان گرفته شده بودند نجات می‌دهد، اما موفق به دستگیری کانو نمی‌شود، چرا که او با قایق از جزیره فرار می‌کند.  
- رپتایل، که از آینده خود مطمئن نیست، به سمت اوتورلد می‌گریزد.  
- رایدن بازماندگان قلمرو زمین را به مکانی امن منتقل می‌کند، در حالی که جزیره شانگ تسونگ به دریا فرو می‌ریزد.  
- جانی کیج با استفاده از این تجربه، دوران افول بازیگری‌اش را جانی دوباره می‌بخشد و یک فرنچایز سینمایی محبوب به نام مورتال کامبت راه‌اندازی می‌کند.  
- در اوتورلد، شائو کان که از نتیجه تورنمنت خشمگین است، از پذیرش شکست سر باز می‌زند و این موضوع مقدمات وقایع بازی دوم را فراهم می‌کند.  
اطلاعات تکمیلی شخصیت‌ها:  
- بخشی از پیشینه داستانی بازی و اطلاعات مربوط به شخصیت‌ها در حالت نمایش جذابیت (Attract Mode) به صورت بیوگرافی نمایش داده می‌شود.  
- جزئیات بیشتر درباره انگیزه‌های شخصیت‌ها برای ورود به تورنمنت، پس از اتمام بازی با هر کدام از آن‌ها آشکار می‌شود.  
- بخش عمده‌ای از لور و داستان‌پردازی بازی تنها در یک کمیک بوک منتشر شده بود.  
این روایت، پایه‌ای محکم برای دنیای گسترده مورتال کامبت ایجاد کرد و زمینه را برای ادامه داستان در مورتال کامبت ۲ آماده نمود.

## توسعه بازی
"اد بون" و "جان توبیاس"، خالقان مورتال کامبت، اعلام کردند که شرکت "میدوی گیمز" به آنها مأموریت داد تا یک "بازی مبارزه‌ای برای انتشار در عرض یک سال" توسعه دهند که به اعتقاد آن‌ها قرار بود با بازی محبوب "استریت فایتر ۲" رقابت کند. به گفته توبیاس، او و بون از قبل ایده یک بازی مبارزه‌ای شبیه به "کاراته چمپ" شرکت دیتا ایست را با شخصیت‌های دیجیتالی بزرگ در ذهن داشتند و موفقیت "استریت فایتر ۲" کپکام فقط به آنها کمک کرد تا مدیریت را متقاعد کنند.
بون گفت تیم توسعه در ابتدا فقط از چهار نفر تشکیل شده بود: خودش به عنوان برنامه‌نویس، جان توبیاس و جان وگل به عنوان هنرمندان، و دن فوردن به عنوان طراح صدا. بودجه بازی حدود ۱ میلیون دلار بود.
منشأ ایده اولیه
بر اساس گفته‌های "ریچارد دیویزیو" و "دنیل پزینا"، ایده اولیه مورتال کامبت زمانی شکل گرفت که توبیاس به همراه دیویزیو و برادران پزینا قصد داشتند یک بازی مبارزه‌ای با تم نینجا بسازند، اما این ایده توسط مدیریت میدوی رد شد. در عوض، میدوی می‌خواست یک بازی اکشن بر اساس فیلم آینده "سرباز جهانی" با حضور دیجیتالی ستاره هنرهای رزمی "ژان-کلود ون دام" بسازد، اما او قبلاً با شرکت دیگری برای ساخت یک بازی ویدیویی مذاکره کرده بود که هرگز منتشر نشد. در نهایت، ون دام در بازی به صورت پارودی در شخصیت "جانی کیج" (با اشتراک حروف اول JC) ظاهر شد - یک ستاره خودشیفته هالیوودی که حرکتی مشابه صحنه‌ای از فیلم "بلاداسپورت" انجام می‌دهد. توبیاس همچنین از سینمای هنرهای رزمی آسیایی به عنوان منبع الهام نام برد.
توسعه مکانیک‌های بازی
بون بعدها گفت: "از همان ابتدا، یکی از چیزهایی که ما را از دیگر بازی‌های مبارزه‌ای متمایز می‌کرد، حرکات دیوانه‌واری بود که در بازی قرار دادیم، مثل پرتابه‌های آتشین و تمام حرکات جادویی." به گفته توبیاس، محتوای خشونت‌آمیز بازی در ابتدا برنامه‌ریزی نشده بود و به تدریج در طول توسعه اضافه شد. مفهوم "فینیشرهای مرگبار" (Fatalities) به ویژه از مکانیک "سرگیجه" در بازی‌های مبارزه‌ای قدیمی‌تر الهام گرفته شده بود. بون گفت که از مکانیک "سرگیجه" متنفر بود، اما این ایده را جالب دانست که حریف در پایان نبرد، وقتی نتیجه مشخص شده، یک ضربه نهایی دریافت کند.
فرآیند تولید
گفته می‌شود مورتال کامبت در مدت ۱۰ ماه از سال ۱۹۹۱ تا ۱۹۹۲ توسعه یافت و یک نسخه آزمایشی در میانه چرخه توسعه به صورت محدود منتشر شد. وقتی یک نسخه دموی بازی که فقط شامل شش شخصیت مرد بود در دفتر میدوی معرفی شد، به تیم زمان بیشتری برای کار روی آن داده شد که منجر به اضافه شدن شخصیت سونیا به بازی شد. فیلم‌برداری شخصیت‌های دیجیتالی بازی با دوربین شخصی Hi-8 توبیاس انجام شد. نسخه نهایی آرکید از هشت مگابایت داده گرافیکی استفاده می‌کرد و هر شخصیت دارای ۶۴ رنگ و حدود ۳۰۰ فریم انیمیشن بود.
انتخاب نام بازی
تیم در انتخاب نام بازی مشکل داشت. اد بون گفت که به مدت شش ماه در طول توسعه "هیچکس نمی‌توانست نامی پیدا کند که همه از آن بدشان نیاید." برخی از نام‌های پیشنهادی شامل "کومیت"، "حمله اژدها"، "ضربه مرگ" و "فینالیتی" بود. یک روز کسی کلمه "combat" را روی تخته طراحی در دفتر بون نوشته بود و شخص دیگری حرف C را به K تغییر داد. استیو ریچی، طراح پین‌بال، که در دفتر بون نشسته بود، کلمه "Kombat" را دید و گفت: "چرا اسمش را Mortal Kombat نمی‌گذارید؟" - نامی که به گفته بون "همین‌طور ماند." جان توبیاس این ماجرا را کمی متفاوت تعریف کرد و گفت این نام "در طول فرآیند ثبت علامت تجاری به وجود آمد. ما واقعاً نام Mortal Combat را دوست داشتیم، اما از نظر قانونی امکان‌پذیر نبود." از آن زمان، این سری شروع به استفاده مکرر از حرف K به جای حرف C در کلمات کرد.